# Injong av Joseon
Injong av Korea, född 1515, död 1545, var en koreansk monark. Han var kung av Korea mellan 1544 och 1545.